# Dasychira pinicola
Dasychira pinicola este o specie de molii din familia Erebidae⁠(en)[traduceți]. Se găsește în New Jersey, Massachusetts,  Wisconsin și Minnesota.
Larvele se hrănesc pe  speciile de Pinus, inclusiv Pinus banksiana.